# Grandes éxitos (Matia Bazar)
Grandes éxitos è una raccolta dei Matia Bazar pubblicata in Spagna dall'etichetta discografica Virgin Records su CD (catalogo 243 8 41773 2) e LP nel 1996.

## Il disco
Anche se assente nella discografia ufficiale del gruppo, la compilation è diffusa e popolare nei mercati di lingua latina.
Tutti i brani in italiano provengono dall'antologia Tutto il meglio dei Matia Bazar del 1996; mentre i titoli in lingua spagnola sono rimasterizzazioni dei brani contenuti nella raccolta su LP Sencillez del 1978.
La voce solista in tutte le canzoni è quella di Antonella Ruggiero.
Nessun inedito, né singolo è stato estratto dall'album.

### 18 Grandes éxitos
Titolo della ristampa del 2003 pubblicata in Cile dall'etichetta Leader (catalogo 054 5 75670 2) e distribuita da Sony Music.
La copertina rossa ritrae il quartetto dei Matia Bazar al momento della ristampa, tuttavia né Silvia Mezzanotte né Fabio Perversi facevano parte della band all'epoca della pubblicazione dell'album originale, nel 1996.
Per la verità neppure la copertina dell'album originale ritrae i componenti del gruppo nel 1996, ma piuttosto una formazione della seconda metà degli anni ottanta dove compare Sergio Cossu che aveva ormai sostituito Mauro Sabbione.

## Tracce
Tutti i testi in spagnolo sono di Luís Gomez-Escolar Roldán.

L'anno, dove indicato, è quello di pubblicazione dell'album che contiene il brano, altrimenti (brani in spagnolo) è il 1978.
CD
1. Solo tu (in spagnolo) – 3:30
2. Mister Mandarino (in spagnolo) – 3:32
3. Ti sento – 4:17 (testo: Aldo Stellita – musica: Sergio Cossu, Carlo Marrale) – 1985
4. Fantasia – 4:15 (testo: Giancarlo Golzi, Aldo Stellita – musica: Antonella Ruggiero, Carlo Marrale) – 1982
5. Caballo blanco (Cavallo bianco) – 4:44
6. Tu o la sencillez (Tu semplicità) – 4:18
7. Por una hora a tu lado (Per un'ora d'amore) – 3:39
8. Esta tarde...que tarde (Stasera... che sera) – 3:36
9. Que mas me da (Che male fa) – 3:55
10. Y porque (Ma perché) – 3:27
11. Vacanze romane – 4:20 (testo: Giancarlo Golzi – musica: Carlo Marrale) – 1983
12. Fuori orario – 4:51 (testo: Giancarlo Golzi, Aldo Stellita – musica: Antonella Ruggiero, Carlo Marrale) – 1982
13. Playboy (in spagnolo) – 3:53
14. Angelina – 4:54 (testo: Aldo Stellita – musica: Antonella Ruggiero, Carlo Marrale) – 1985
15. Souvenir (versione album) – 4:38 (testo: Aldo Stellita – musica: Sergio Cossu, Carlo Marrale) – 1985
16. Y decir, chao (E dirsi ciao) – 4:50
17. Solo tu – 3:30 (testo: Aldo Stellita – musica: Piero Cassano, Carlo Marrale) – 1977
18. Mister Mandarino – 3:40 (testo: Aldo Stellita – musica: Piero Cassano, Carlo Marrale) – 1977

## Formazione
- Antonella Ruggiero - voce solista
- Carlo Marrale - chitarre, voce
- Aldo Stellita - basso
- Giancarlo Golzi - batteria

Alle tastiere:
- Mauro Sabbione - in Fantasia, Vacanze romane e Fuori orario
- Sergio Cossu - in Ti sento, Angelina e Souvenir
- Piero Cassano - brani in spagnolo e restanti